# SN 1997ex
SN 1997ex – supernowa typu Ia odkryta 28 grudnia 1997 roku w galaktyce A082427+0352. W momencie odkrycia miała maksymalną jasność 21,60m.